# Ведмедиця-господиня
Ведмедиця-господиня (Callimorpha dominula) — вид комах з родини Arctiidae.

## Морфологічні ознаки
Яскравий метелик з характерною зовнішністю. Статевий диморфізм невиразний. Розмах крил — 45-55 мм. Переднє крило чорне з металічно-зеленим вилиском, білими та жовтими плямами неправильної форми. Задні крила яскраво-червоні з рядком чорних плям уздовж зовнішнього краю, які формують цілу чи розірвану перев'язку, та 1 чорною плямою у передній частині крила. Черевце червоне з подовжньою чорною стрічкою.

## Поширення
Європа (крім північних та деяких південних районів), Мала Азія, Кавказ, частково Закавказзя.
В Україні поширення вивчене недостатньо. Мабуть, поширений на всій території, крім майже всієї степової зони. Досить локальний.

## Особливості біології
Зустрічається у листяних та мішаних лісах, особливо з густим підліском, на узліссях, галявинах, серед чагарників, особливо у вогких місцях — по берегах струмків та річок, поблизу багнищ тощо. Дає 1 генерацію на рік. Метелики денні, літають у червні-липні (іноді до серпня). Самиці відкладають яйця на кормові рослини гусені: кропиву, незабудку, ожину, малину, жимолость, вербу та ін.). Гусінь заляльковується у травні. Зимує гусінь у білуватому нещільному коконі на поверхні ґрунту серед рослинних залишків.

## Загрози та охорона
Загрози: вирубування лісів та чагарників, викошування трав, застосування пестицидів, посилення рекреаційного навантаження на біотопи.
Як компонент біоценозу пасивно охороняється на деяких заповідних територіях (зокрема, у Канівському ПЗ та у Карпатському БЗ). Треба зберегти ділянки вологих природних листяних та мішаних лісів з густим підліском. Доцільне створення ентомологічних заказників у місцях розповсюдження виду з певною регламентацією лісогосподарської діяльності (заборона знищення підліску та застосування пестицидів, викошування лісових галявин, випасу тварин серед лісових масивів тощо).
2010 року цей вид метеликів оголошено в Німеччині метеликом року.